# Kew Jaliens
Kew Raffique Jaliens (Rotterdam, 15 september 1978) is een voormalig Nederlands profvoetballer die als verdediger speelde.

## Carrière
Kew Jaliens speelde van mei 1993 tot juli 1996 bij DCV in Krimpen. Hij voetbalde bij de Krimpenaren 1 jaar als C-, een jaar als B- en een jaar als A-junior. In die laatste periode beleefde Kew al op 16-jarige leeftijd zijn debuut in het 1e elftal van DCV dat toen onder leiding stond van Jan Everse. De voormalig DCV-er kwam in het verleden ook nog eens elf keer uit voor Jong Oranje.
Jaliens speelde zijn eerste wedstrijden in het betaald voetbal voor Sparta Rotterdam. In het seizoen 1996/1997 kwam hij twee keer in actie. Jaliens werd een vaste waarde op Het Kasteel. Hij speelde daar nog 66 wedstrijden voordat hij in 1999 naar Willem II verhuisde. In Tilburg was Jaliens vier en een half jaar een vaste waarde in de defensie. Tot de zomer van 2004 kwam Jaliens in 147 wedstrijden in actie. Jaliens ging zijn trainer bij Willem II, Co Adriaanse, achterna en vertrok naar AZ. In het seizoen 2004/2005 speelde Jaliens 22 wedstrijden. Ook in het seizoen 2005/2006 speelde de Rotterdammer in Alkmaar en maakte hij een dermate goede indruk op bondscoach Marco van Basten dat hij geselecteerd werd voor het Nederlands elftal. In het oefenduel tegen Ecuador maakte Jaliens zijn debuut in "Oranje". Jaliens werd geselecteerd voor het WK 2006 in Duitsland, maar kwam alleen in de wedstrijd tegen Argentinië in actie, mede door een beenblessure die hij in de voorbereiding van het wereldkampioenschap had opgelopen.
In 2009 komt Jaliens niet meer in actie voor het Nederlands elftal, wel werd hij geselecteerd als dispensatiespeler voor het Olympisch elftal dat in de zomer van 2008 speelde in Peking. Daarop volgde het meest succesvolle seizoen in zijn carrière: hij werd met AZ kampioen van Nederland. Ook was Jaliens reserve-aanvoerder achter Stijn Schaars.
Nadat Jaliens zijn basisplek verloor in het seizoen 2010/2011 onder trainer Gertjan Verbeek, verkaste hij in de winterstop van dat seizoen naar de Poolse club Wisła Kraków. Op donderdag 15 augustus werd bekend dat Jaliens transfervrij naar de Australische club Newcastle United Jets ging. Op 31 januari 2015 werd hij met vier teamgenoten uit de selectie gezet na een 7-0 nederlaag. Op 16 februari 2015 werd zijn contract ontbonden. Op 18 februari tekende hij een contract voor zes weken bij Melbourne City FC. in juli 2015 zette hij een punt achter zijn profcarrière.

## Trivia
- Zijn oom is Kenneth Jaliens, voormalig bondscoach van het Surinaams voetbalelftal.

## Clubstatistieken
| Seizoen         | Club                  |                    | Competitie      | Competitie | Competitie | Beker | Beker | Internationaal | Internationaal | Totaal | Totaal |
| Seizoen         | Club                  | Wed.               | Competitie      | Dlp.       | Wed.       | Dlp.  | Wed.  | Dlp.           | Wed.           | Dlp.   |        |
| --------------- | --------------------- | ------------------ | --------------- | ---------- | ---------- | ----- | ----- | -------------- | -------------- | ------ | ------ |
| 1996-1997       | Sparta Rotterdam      | Vlag van Nederland | Eredivisie      | 2          | 0          | 0     | 0     | —              | —              | 2      | 0      |
| 1997-1998       | Sparta Rotterdam      | Vlag van Nederland | Eredivisie      | 32         | 3          | 1     | 0     | —              | —              | 33     | 3      |
| 1998-1999       | Sparta Rotterdam      | Vlag van Nederland | Eredivisie      | 32         | 0          | 4     | 1     | —              | —              | 36     | 1      |
| 1999-2000       | Sparta Rotterdam      | Vlag van Nederland | Eredivisie      | 2          | 1          | 2     | 0     | —              | —              | 4      | 1      |
| Club totaal     | Club totaal           | Club totaal        | Club totaal     | 68         | 4          | 7     | 1     | 0              | 0              | 75     | 5      |
| 1999-2000       | Willem II             | Vlag van Nederland | Eredivisie      | 22         | 0          | 1     | 0     | 5              | 0              | 28     | 0      |
| 2000-2001       | Willem II             | Vlag van Nederland | Eredivisie      | 31         | 2          | 2     | 0     | —              | —              | 33     | 2      |
| 2001-2002       | Willem II             | Vlag van Nederland | Eredivisie      | 29         | 0          | 3     | 0     | —              | —              | 32     | 0      |
| 2002-2003       | Willem II             | Vlag van Nederland | Eredivisie      | 32         | 1          | 2     | 1     | 5              | 1              | 39     | 3      |
| 2003-2004       | Willem II             | Vlag van Nederland | Eredivisie      | 33         | 1          | 4     | 0     | 2              | 0              | 39     | 1      |
| Club totaal     | Club totaal           | Club totaal        | Club totaal     | 147        | 4          | 12    | 1     | 12             | 1              | 170    | 6      |
| 2004-2005       | AZ                    | Vlag van Nederland | Eredivisie      | 22         | 1          | 0     | 0     | 9              | 1              | 31     | 2      |
| 2005-2006       | AZ                    | Vlag van Nederland | Eredivisie      | 30         | 0          | 2     | 0     | 7              | 1              | 39     | 1      |
| 2006-2007       | AZ                    | Vlag van Nederland | Eredivisie      | 28         | 1          | 3     | 0     | 11             | 0              | 42     | 1      |
| 2007-2008       | AZ                    | Vlag van Nederland | Eredivisie      | 30         | 2          | 1     | 0     | 6              | 1              | 37     | 3      |
| 2008-2009       | AZ                    | Vlag van Nederland | Eredivisie      | 24         | 1          | 3     | 0     | —              | —              | 27     | 1      |
| 2009-2010       | AZ                    | Vlag van Nederland | Eredivisie      | 24         | 0          | 2     | 0     | 5              | 0              | 31     | 0      |
| 2010-2011       | AZ                    | Vlag van Nederland | Eredivisie      | 8          | 0          | 3     | 0     | 7              | 1              | 18     | 1      |
| Club totaal     | Club totaal           | Club totaal        | Club totaal     | 166        | 5          | 14    | 0     | 45             | 4              | 225    | 9      |
| 2010-2011       | Wisła Kraków          | Vlag van Polen     | Ekstraklasa     | 12         | 0          | 2     | 0     | —              | —              | 14     | 0      |
| 2011-2012       | Wisła Kraków          | Vlag van Polen     | Ekstraklasa     | 19         | 1          | 4     | 0     | 11             | 0              | 34     | 1      |
| 2012-2013       | Wisła Kraków          | Vlag van Polen     | Ekstraklasa     | 15         | 0          | 4     | 0     | 0              | 0              | 19     | 0      |
| Club totaal     | Club totaal           | Club totaal        | Club totaal     | 46         | 1          | 10    | 0     | 15             | 0              | 67     | 1      |
| 2013-2014       | Newcastle United Jets | Vlag van Australië | A-League        | 23         | 2          | 0     | 0     | 0              | 0              | 23     | 2      |
| 2014-2015       | Newcastle United Jets | Vlag van Australië | A-League        | 13         | 1          | 0     | 0     | 0              | 0              | 13     | 1      |
| Club totaal     | Club totaal           | Club totaal        | Club totaal     | 36         | 3          | 0     | 0     | 0              | 0              | 36     | 3      |
| 2015            | Melbourne City        | Vlag van Australië | A-League        | 11         | 1          | 0     | 0     | 0              | 0              | 11     | 1      |
| Club totaal     | Club totaal           | Club totaal        | Club totaal     | 11         | 1          | 0     | 0     | 0              | 0              | 11     | 1      |
| Carrière totaal | Carrière totaal       | Carrière totaal    | Carrière totaal | 474        | 18         | 43    | 2     | 68             | 5              | 584    | 25     |

Bijgewerkt op 28 april 2021 19:11 (CET)

## Erelijst
- Kampioen van Nederland: 2009 (AZ)
- Johan Cruijff Schaal: 2009 (AZ)
- Kampioen van Polen: 2011 (Wisla Krakau)